# Vên
Vên è il primo EP degli Eluveitie, pubblicato 18 ottobre 2003 come demo e, in seguito, nell'agosto 2004 come EP a tutti gli effetti dalla Fear Dark Records. È stato poi ristampato nel 2008 sotto l'etichetta Twilight Records.

## Tracce
1. D'Veritu Agage D'Bitu – 2:29
2. Uis Elveti – 4:12
3. Oro – 2:50
4. Lament – 3:34
5. Druid – 6:18
6. Jêzaig – 4:45

## Formazione
- Dani Fürer - Lead Guitar
- Dide Marfurt - Hurdy Gurdy, Bagpipes
- Gian Albertin - Bass, Vocals, Sound Effects
- Dario Hofsetter - Drums
- Yves Tribelhorn - Rhythm Guitar
- Philipp Reinmann - Irish Bouzouki
- Mattu Ackerman - Fiddle
- Sevan Kirder - Bagpipe, Flute, Whistles; vocals